# Sultanat Mahra
Sultanat Mahra (arap. سلطنة المهرة في قشن و سقطرة) punim imenom Sultanat Mahra Kišne i Sokotre (engl. Mahra Sultanate of Qishn and Socotra) ponekad zvan i Sultanat Mahra Gajde i Sokotre, prostirao se po povijesnoj regiji Mahra i otoku u Indijskom oceanu Sokotri u Istočnom Jemenu. Vladari Mahre zvali su se Banu Afrar (arap. عفرار).

## Povijest sultanata
Glavni gradovi ovog sultanata bili su Qishn u Mahri i Hadiboh na otoku Sokotra. Od 1886. godine Sultanat Mahra postao je britanski protektorat, a kasnije se pridružio Protektoratu Aden.  
Sultanat Mahra odbio se pridružiti novoosnovanoj Južnoarapskoj Federaciji 1960. godine, ali je ostao pod britanskom zaštitom kao dio Južnoarapskog Protektorata, koji je ukinut 1967. godine, a Sultanat Mahra postao dio neovisnog Južnog Jemena koji se 1990. godine ujedinio sa Sjevernim Jemenom, te postao Republika Jemen. 
Područje bivšeg Sultanata Mahre (bez Sokotre) danas predstavlja muhafazu al-Mahru.
Mahra je granična pokrajina sa susjednim Dofarom u Omanu s kojim je uvijek dijelila kulturu i jezik, a veže ih ih i zemljopisne i klimatske bliskosti (monsunske kiše) za razliku od pustinjskog okružja kojima su okružene.

## Poveznice
- Protektorat Aden
- Kolonija Aden
- Federacija Arapskih Emirata Juga
- Južnoarapska Federacija

## Vanjske poveznice
- Zastava sultanata Mahra
- Poštanske marke sultanata Mahra